# Johann Christian Arzbächer
Johann Christian Arzbächer (* 12. September 1803 in Braubach im Rhein-Lahn-Kreis; † 21. Mai 1873 ebenda) war ein deutscher Gastwirt und Mitglied der Zweiten Kammer der Ständeversammlung des Herzogtums Nassau.

## Leben
Johann Christian Arzbächer wurde als Sohn des Metzgermeisters Georg Philipp Arzbächer (1771–1824) und dessen Ehefrau Katharina Salome Neuhaus (1799–1824) geboren. Von seinem Vater übernahm er die Metzgerei und betrieb zudem eine Gastwirtschaft, betätigte sich politisch und war Mitglied der Nassauischen Fortschrittspartei und erhielt 1865 ein Mandat für den Nassauischen Kommunallandtag, gewählt im Wahlkreis XIV Braubach/Nastätten.
Nach der Annexion des Herzogtums Nassau durch Preußen im Jahre 1866 wurde anstelle der 1818 gebildeten Landstände des Herzogtums Nassau nunmehr der Kommunallandtag als Volksvertretung eingesetzt.